# Théâtre municipal de Sens
Le théâtre municipal de Sens est un édifice public, protégé des monuments historiques situé à Sens, dans le département français de l'Yonne.

## Localisation
Ce théâtre se situe au 21, boulevard des Garibaldi à Sens, dans l'Yonne, en Bourgogne.

## Histoire

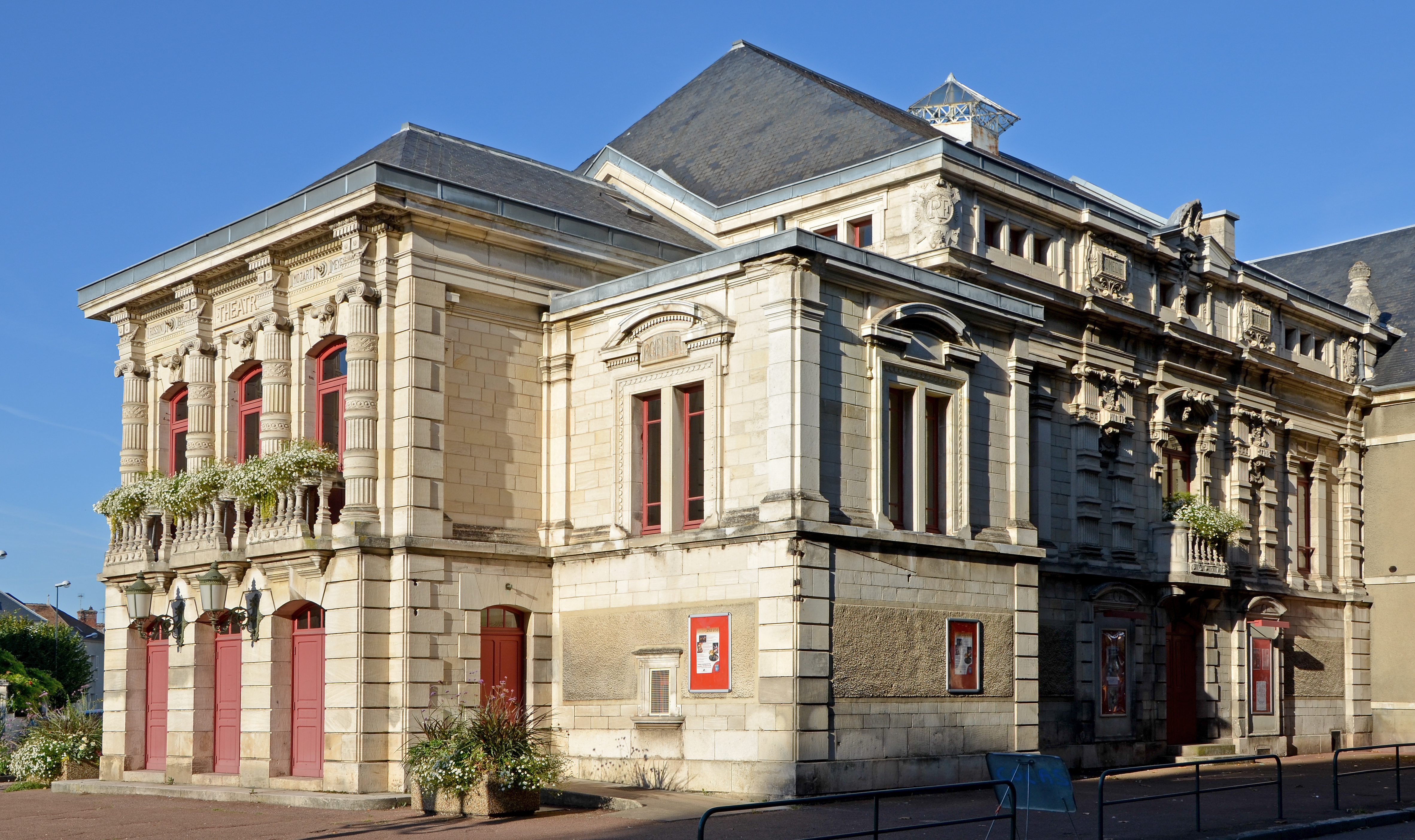
Vue du théâtre de Sens.

Le théâtre date de 1880. Son inscription au titre des monuments historiques par arrêté date du 29 octobre 1975 par la préfecture de l'Yonne. Petit théâtre à l'italienne, il est situé sur l’ancien cimetière de l'Hôtel-Dieu.
Initialement aménagé en 1793 et 1794 dans l'aile gauche d'un bâtiment appartenant à Jean-Louis Guyot ; il fut acquis par la ville en 1824, puis fut l'objet de travaux d'amélioration en 1832.
En 1879, un projet d'agrandissement et de rénovation est élaboré : il est décidé de construire une nouvelle salle, perpendiculaire à l'ancienne à laquelle se substituera la nouvelle scène. La pose de la première pierre a lieu en 1881 et l'inauguration le 16 juillet 1882. Le Théâtre municipal de Sens a rouvert en 1981 après une fermeture de douze ans où il a failli devenir tour à tour la Banque de France, puis une gare routière, mais grâce à quelques esprits sages, dont le maire, André Chaussat, on préféra réhabiliter l’âme de la vieille bâtisse pour qu’elle retrouve celle du spectacle.
Depuis peu, quelques travaux de peinture ont été réalisés pour rénover la salle et les couloirs du théâtre.
Le Théâtre municipal de Sens vous propose une saison diversifiée, riche et resserrée de septembre à mai : théâtre classique et contemporain, musique classique, jazz, opéra, danse, humour… 
Comme dit au début de cette rubrique,  il y avait jadis à l'emplacement du théâtre le cimetière de l'Hôtel-Dieu, déplacé en 1758 lorsqu'on commença à combler les fossés qui entouraient la cité. En 1838, Théodore Tarbé précise qu'il « était au couchant du terrain où est actuellement la salle de spectacle », mais cette salle n'est pas celle de notre actuel théâtre.
La salle mentionnée par Tarbé était située dans l'aile ouest de l'édifice construit à la fin du XVIIIe siècle avec les matériaux provenant de la démolition du château des archevêques à Noslon (l'aile Est abrite l'actuelle Brasserie du Théâtre).
Comme le rappelle Étienne Dodet dans son étude sur Les origines du théâtre municipal, il semble que ce soit en 1808 que fut donné le premier spectacle en ce lieu, acquis par la ville en 1827. Parmi les spectateurs assidus des spectacles donnés dans cette salle, citons Stéphane Mallarmé qui tint la rubrique théâtrale du journal Le Sénonais à la fin de 1861 et au début de 1862.
La programmation du théâtre de Sens s’adresse à tous. Mais elle prend tout particulièrement en compte les jeunes.
Les héritiers de Guyot vendent, en 1824, la propriété à un certain François Théodore Clément Lorne qui la cède en 1827 à la ville. La «culture» n’étant pas forcément ennemie de la gouaille populaire, on avait bâti près de ce lieu de distractions, un autre lieu « culte », le «Café de la Comédie », aujourd’hui devenu, après «Le Bleu», la Caisse d’Épargne. Lucien Cornet demanda en 1903 de bien vouloir autoriser des projections cinématographiques au théâtre.

## Architecture

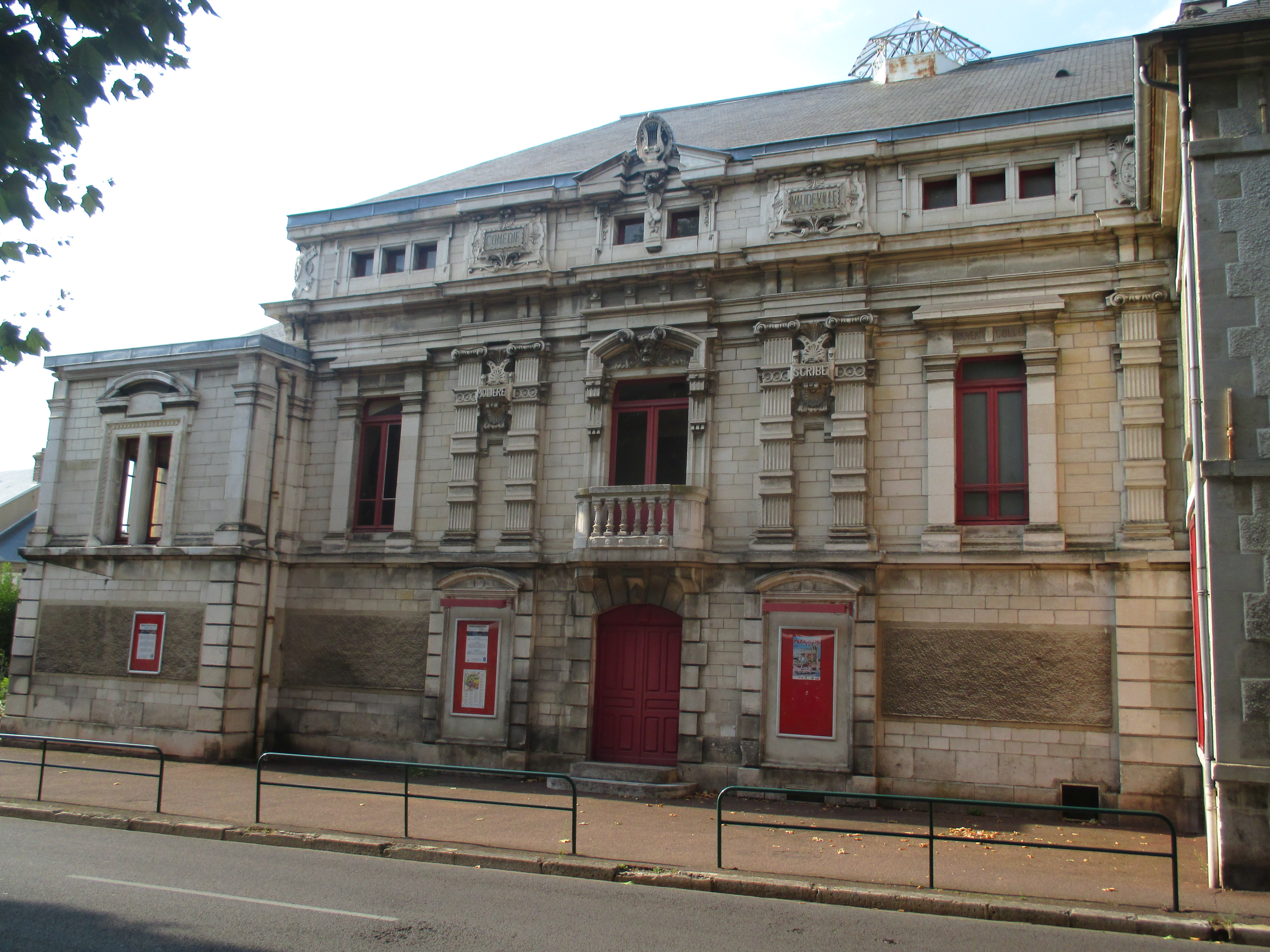
La façade du théâtre de Sens.

La salle, de plan en U, présente deux galeries et des loges d'avant-scène. Le foyer du public se trouve au niveau de la première galerie. 
Il a été construit sous forme d'élévation à travées, muni de deux étages carrés.
Le bâtiment a été construit avec du calcaire, des pierres de taille, et de l'enduit.
Le toit est en long et à deux pans, en croupe, et il est fait d'ardoises.
Le décor contemporain est fait de peinture à l'huile et il est stuqué.
Le plafond est peint par Diost qui était peintre à Genève.
Le décor des garde corps des galeries est similaire à ceux du théâtre de Chalon-sur-Saône.